# Хучиты
Хучи́ты (монг. Хуучид) — южно-монгольский этнос, проживающий на территории аймака Шилин-Гол Внутренней Монголии. Также входят в состав некоторых других монгольских народов.

## Этноним
Название хуучид представляет собой форму множественного числа от слова хуучин (старописьм. монг. яз. qaγucin) — старый, старые.

## История
Хуучид представляет собой племя, возникшее из чахаров в XVI в. Чахарский предводитель Дарайсун Гудун-хан (1520—1557), уйдя на восток в середине XVI в., дошел до юго-востока Большого Хингана, где поселился в западной части нынешней китайской провинции Ляонин, на реке Лууха. Во время перекочевок часть чахаров обрела название хуучин цахар (старые чахары), которое со временем сократили и стали произносить хуучид (хучиты). Так в конце XVI в. на исторической арене появилось племя хуучид. Они вначале заселяли земли западнее Ляонина, откуда в начале XVII в. откочевали, рассорившись с Лигдэн-ханом. Хучиты пришли на земли среднего течения р. Керулен, где некоторое время находились под покровительством халхаского Шолой Сэцэн-хана. Однако в 1637 г. они вновь ушли на восток и приняли маньчжурское подданство. Цинские власти образовали два хошуна в составе Силингольского сейма, где они проживают по сей день. Что касается хучитов в современной Монголии, то они пришли сюда друг за другом разными путями. Так, хучиты сомона Галшар являются потомками населения, оставшегося на месте после ухода хуучид из Халхи в начале XVII в. В 1911 г. со свержением цинского владычества в Монголии и провозглашением своей независимости из Силингольского сейма Внутренней Монголии вместе с некоторыми аратами в Халху пришел хучитский дзасак Сэлнэн Тожил. Группа под его руководством была переселена в Сэцэнхановский аймак, а хошун стал называться Эрдэнэ чинвановским. Позже хучиты вслед за другими стали возвращаться во Внутреннюю Монголию, но какая-то часть осталась и смешалась с халхами. В начале 1920-х гг. из России в Монголию переселилось большое число бурят, часть которых поселили на землях бывшего хучитского хошуна Эрдэнэ чинвана, вследствие чего хучиты стали жить вместе бурятами. Можно сделать вывод, что хучиты нынешних сомонов Батширээт, Биндэр, Дадал, Баян-Адрага Хэнтэйского аймака в большинстве своем являются потомками хучитов Сэлнэн Тожил-нойона. В конце 1940-х гг. узумчины из Внутренней Монголии также переселились в МНР, а пришедшие с ними хучиты поселились в сомоне Эрдэнэцагаан Сухэ-Баторского аймака.

## Расселение
В настоящее время хучиты проживают на территории хошунов: Хобот-Шара, Шулун-Хобот-Цаган, Шулун-Хух аймака Шилин-Гол Внутренней Монголии. Хучиты также упоминаются в составе чахаров и ордосцев. 
На территории Монголии хучиты проживают в сомоне Эрдэнэцагаан Сухэ-Баторского аймака и сомонах Батширээт, Биндэр, Дадал, Баян-Адрага и Галшар Хэнтэйского аймака. Хучиты отмечены в составе халха-монголов и хамниган. В XVII — в первой половине XVIII в. хуучины также были в составе ойратов. 